# Saku Koivu
Saku Antero Koivu, skraćeno Saku Koivu (Turku, 23. studenog 1974.) finski je profesionalni hokejaš na ledu. Lijevoruki je napadač i igra na poziciji centra. Trenutačno nastupa za Anaheim Ducks u National Hockey League (NHL). Legendarni je kapetan Montreal Canadiensa čije je boje branio čak 14 godina. Iako tijekom karijere nije imao toliko impozantne brojke, poput nekih drugih velikih zvijezda, Koivu je vrlo popularan među ljubiteljima hokeja diljem svijeta, jer se, između ostalog, uspješno vratio ovom sportu nakon što mu je dijagnosticiran rak, zbog kojeg je propustio praktički cijelu 2001./02. sezonu.

## National Hockey League

### Montreal Canadiens
Koivua su, Montreal Canadiensi izabrali u prvoj rundi drafta, 1993. godine. Zbog artroskopske operacije koljena Koivu je većinu sezone 2000./01. prosjedio ozlijeđen, kao uostalom i većina igrača Canadiensa. U novoj sezoni Koivu je odigrao samo 3 utakmice nakon što se cijelu godinu oporavljao od raka želuca, a kada se vratio krajem travnja 2002. u Bostonu protiv Bruinsa, uknjižio je gol i dva asista. Poslije utakmice komentirao je: "Kosa mi je baš počela rasti, ali ako ćemo imati još ovakvih utakmica bojim se da ću je opet izgubiti." 19. studenog 2002. u utakmici između Montreal Canadiensa i Pittsburgh Penguinsa (5:4), za Montreal je prva tri pogotka dao Koivu, i ujedno je bio i asistent za četvrti gol. To mu je bio prvi hat-trick tijekom 8 sezona provedenih u NHL-u. Koivu je nakon utakmice komentirao: "Nemogu vjerovati da sam konačno zabio hat-trick. Zadnji put kad sam ga zabio bilo je to još u finskoj ligi."
Kada je prije početka sezone 2007./08. izjavio da ne vidi svoju momčad kao kandidata za naslov, Montreal je odigrao sjajnu sezonu i osvojio Istočnu konferenciju. Malo su razočarali ispadanjem u drugom krugu doigravanja, ali jedan od razloga ispadanja je ozljeda Koivua. Slomio je kost u lijevom stopalu samo desetak dana prije početka play-offa, prilikom gostovanja Canadiensa u Buffalu. U novu sezonu ušao je potpuno spreman i 21. listopada 2008. postigao je svoj jubilarni 600. bod u NHL karijeri. Canadiensi su zahvaljujući njemu stigli pete uzastopne pobjede, na domaćem ledu protiv Floride.
Canadiensi su ožujku 2009. konačno su počeli igrati onako kako se od njih to i očekivalo, te su bili pritajeni favoriti za Stanleyjev kup. Međutim, naglo "otriježnjenje" stiglo je već u prvom krugu play-offa gdje su lagano ispali od Bostona. Uprava kluba nezadovoljna prikazanim rezultatima u proteklih nekoliko godina u ljeto 2009. odlučila se na radikalne rezove u momčadi. Koviu je branio boje Canadiensa čak 14 godina, a u njih deset imao je čast biti i kapetan, i sve je upućivalo da će upravo u Quebecu okončati karijeru. Međutim, s obzirom na to da mu krajem lipnja istekao ugovor, a ponudu za novi, poput svog dugogodišnjeg suigrača i još jedne klupske legende, Alexa Kovaljeva, nije dobio, Saku je bio prisiljen potražiti novu sredinu. Iako je njegova karijera krenula silaznom putanjom, zainteresiranih klubova je bilo, a Koivu se na kraju odlučio za Anaheim Duckse, s kojima je dogovorio jednogodišnju suradnju. Za Canadiense je tijekom 13 sezona zabio 191 gol i ukupno imao 641 bod u 792 odigrane utakmice regularnog dijela sezone, dok je u 54 play-off utakmice ukupno imao 48 bodova.

### Anaheim Ducks
Koivu je u Anaheimu zaigrao s velikim prijateljem i suigračem iz reprezentacije, Teemu Selanneom. Uvršten je na popis Finske za ZOI 2010., i s njome osvojio brončanu medalju u susretu protiv Slovačke.

## Nagrade

### NHL
| Nagrada                        | Godina               |
| ------------------------------ | -------------------- |
| NHL All-Star utakmica          | 1997./98., 2002./03. |
| King Clancy Memorial Trophy    | 2006./07.            |
| Bill Masterton Memorial Trophy | 2001./02.            |

## Statistika karijere

### Klupska statistika
| 1992./93.            | TPS                  | SM-L                 | 46  | 3   | 7   | 10  | 28  | 11 | 3  | 2  | 5  | 2  |
| 1993./94.            | TPS                  | SM-L                 | 47  | 23  | 30  | 53  | 42  | 11 | 4  | 8  | 12 | 16 |
| 1994./95.            | TPS                  | SM-L                 | 45  | 27  | 47  | 74  | 73  | 13 | 7  | 10 | 17 | 16 |
| 1995./96.            | Montreal Canadiens   | NHL                  | 82  | 20  | 25  | 45  | 40  | 6  | 3  | 1  | 4  | 8  |
| 1996./97.            | Montreal Canadiens   | NHL                  | 50  | 17  | 39  | 56  | 38  | 5  | 1  | 3  | 4  | 10 |
| 1997./98.            | Montreal Canadiens   | NHL                  | 69  | 14  | 43  | 57  | 48  | 6  | 2  | 3  | 5  | 2  |
| 1998./99.            | Montreal Canadiens   | NHL                  | 65  | 14  | 30  | 44  | 38  | —  | —  | —  | —  | —  |
| 1999./00.            | Montreal Canadiens   | NHL                  | 24  | 3   | 18  | 21  | 14  | —  | —  | —  | —  | —  |
| 2000./01.            | Montreal Canadiens   | NHL                  | 54  | 17  | 30  | 47  | 40  | —  | —  | —  | —  | —  |
| 2001./02.            | Montreal Canadiens   | NHL                  | 3   | 0   | 2   | 2   | 0   | 12 | 4  | 6  | 10 | 4  |
| 2002./03.            | Montreal Canadiens   | NHL                  | 82  | 21  | 50  | 71  | 72  | —  | —  | —  | —  | —  |
| 2003./04.            | Montreal Canadiens   | NHL                  | 68  | 14  | 41  | 55  | 52  | 11 | 3  | 8  | 11 | 10 |
| 2004./05.            | TPS                  | SM-L                 | 20  | 8   | 8   | 16  | 28  | 6  | 3  | 2  | 5  | 30 |
| 2005./06.            | Montreal Canadiens   | NHL                  | 72  | 17  | 45  | 62  | 70  | 3  | 0  | 2  | 2  | 2  |
| 2006./07.            | Montreal Canadiens   | NHL                  | 81  | 22  | 53  | 75  | 74  | —  | —  | —  | —  | —  |
| 2007./08.            | Montreal Canadiens   | NHL                  | 77  | 16  | 40  | 56  | 93  | 7  | 3  | 6  | 9  | 4  |
| 2008./09.            | Montreal Canadiens   | NHL                  | 65  | 16  | 34  | 50  | 44  | 4  | 0  | 3  | 3  | 2  |
| Sveukupno - SM-liiga | Sveukupno - SM-liiga | Sveukupno - SM-liiga | 158 | 61  | 92  | 153 | 171 | 41 | 17 | 22 | 39 | 64 |
| Sveukupno - NHL      | Sveukupno - NHL      | Sveukupno - NHL      | 791 | 191 | 450 | 641 | 623 | 54 | 16 | 32 | 48 | 42 |

### Reprezentacija
| Godina              | Reprezentacija | Natjecanje |    | OU | G  | A  | Bod | KM |
| ------------------- | -------------- | ---------- | -- | -- | -- | -- | --- | -- |
| 1993.               | Finska         | SP         | 6  | 0  | 1  | 1  | 2   |    |
| 1994.               | Finska         | ZOI        | 8  | 4  | 3  | 7  | 12  |    |
| 1994.               | Finska         | SP         | 8  | 5  | 6  | 11 | 4   |    |
| 1995.               | Finska         | SP         | 8  | 5  | 5  | 10 | 18  |    |
| 1996.               | Finska         | SK         | 4  | 1  | 3  | 4  | 4   |    |
| 1997.               | Finska         | SP         | 6  | 2  | 2  | 4  | 2   |    |
| 1998.               | Finska         | ZOI        | 6  | 2  | 8  | 10 | 4   |    |
| 1999.               | Finska         | SP         | 10 | 4  | 12 | 16 | 4   |    |
| 2003.               | Finska         | SP         | 7  | 1  | 10 | 11 | 4   |    |
| 2004.               | Finska         | SK         | 6  | 3  | 1  | 4  | 2   |    |
| 2006.               | Finska         | ZOI        | 8  | 3  | 8  | 11 | 12  |    |
| 2008.               | Finska         | SP         | 6  | 0  | 3  | 3  | 4   |    |
| Sveukupno - Seniori |                |            |    |    |    |    |     |    |

## Vanjske poveznice
- Profil na NHL.com
- Profil na The Internet Hockey Database
- Profil na ESPN.com